# Chris Boardman
Christopher Miles Boardman –conocido como Chris Boardman– (Hoylake, 26 de agosto de 1968) es un deportista británico que compitió en ciclismo en las modalidades de ruta y pista. En carretera perteneció al equipo Crédit Agricole y en pista fue especialista en las pruebas de contrarreloj (carretera) y persecución (pista). Fue campeón olímpico en pista en Barcelona 1992, campeón mundial en contrarreloj el año 1994 y bicampeón mundial en pista en los años 1994 y 1996.
Participó en cuatro Juegos Olímpicos de Verano, entre los años 1988 y 2000, obteniendo en total dos medallas, oro en Barcelona 1992, en la prueba de persecución individual, y bronce en Atlanta 1996 en la contrarreloj de carretera.
En carretera sus mayores éxitos incluyen la victoria en tres etapas del Tour de Francia (en los años 1994, 1997 y 1998) y coronarse campeón del Critérium Internacional de 1996. Además, obtuvo cuatro medallas en el Campeonato Mundial de Ciclismo en Ruta entre los años 1994 y 1999.
Ganó tres medallas en el Campeonato Mundial de Ciclismo en Pista entre los años 1993 y 1996.
Boardman fue nombrado miembro de la Orden del Imperio Británico (MBE) en el año 1992 por sus éxitos deportivos.

## Biografía
Boardman se dedicó, años antes de ser profesional, a pruebas en pista, destacando sobre todo en persecución, llegando a ser campeón del mundo en dos ocasiones y campeón olímpico en Barcelona 1992.
Tras pasarse al ciclismo en ruta, destacó en pruebas de contrarreloj. Ganó tres prólogos en el Tour de Francia, así como una medalla de oro en el Campeonato Mundial de Ciclismo en Ruta y otra de bronce en los Juegos Olímpicos de Atlanta 1996. Sus victorias cronometradas en el Tour le hicieron llevar el maillot amarillo de líder durante varios días en distintas ediciones.
Boardman nunca destacó en las Grandes Vueltas debido a una nula capacidad de recuperación. Fue criticado, en ocasiones, por no rendir con satisfacción en la montaña. Sin embargo, en carreras cortas, como el Midi Libre o la Dauphiné Libéré, sí tuvo buenas actuaciones en la montaña.
También fue conocido por sus continuos intentos en batir el récord de la hora. Durante los años 1990 rivalizó con Graeme Obree en dicha prueba, batiendo varias veces el récord. Boardman utilizó bicicletas completamente especializadas en contrarreloj, haciendo uso de toda la tecnología a su alcance. Tras la normalización de la UCI en el uso de bicicletas para el récord de la hora, batió la marca de Eddy Merckx en 2000.

## Medallero internacional

### Ciclismo en ruta
| Juegos Olímpicos   | Juegos Olímpicos          | Juegos Olímpicos  | Juegos Olímpicos        |
| Año                | Lugar                     | Medalla           | Competición             |
| ------------------ | ------------------------- | ----------------- | ----------------------- |
| 1996               | Atlanta ( Estados Unidos) | Medalla de bronce | Contrarreloj            |
| Campeonato Mundial |                           |                   |                         |
| Año                | Lugar                     | Medalla           | Competición             |
| 1994               | Agrigento ( Italia)       | Medalla de oro    | Contrarreloj individual |
| 1996               | Lugano ( Suiza)           | Medalla de plata  | Contrarreloj individual |
| 1997               | San Sebastián ( España)   | Medalla de bronce | Contrarreloj individual |
| 1999               | Verona ( Italia)          | Medalla de bronce | Contrarreloj individual |

### Ciclismo en pista
| Juegos Olímpicos   | Juegos Olímpicos          | Juegos Olímpicos  | Juegos Olímpicos       |
| Año                | Lugar                     | Medalla           | Competición            |
| ------------------ | ------------------------- | ----------------- | ---------------------- |
| 1992               | Barcelona ( España)       | Medalla de oro    | Persecución individual |
| Campeonato Mundial |                           |                   |                        |
| Año                | Lugar                     | Medalla           | Competición            |
| 1993               | Hamar ( Noruega)          | Medalla de bronce | Persecución individual |
| 1994               | Palermo ( Italia)         | Medalla de oro    | Persecución individual |
| 1996               | Mánchester ( Reino Unido) | Medalla de oro    | Persecución individual |

## Palmarés

### Pista
1992
- Campeonato Olímpico Persecución 4.000 metros (Récord del mundo)

1993
- 3.º en el Campeonato Mundial Persecución

1994
- Campeonato Mundial Persecución

1996
- Campeonato Mundial Persecución

2000
- Récord de la hora

### Carretera
| 1991 - 1 etapa del Tour de Olympia 1993 - G. P. Eddy Merckx - Dúo Normando (haciendo pareja con Laurent Bezault) - Chrono des Nations-Les Herbiers-Vendée 1994 - Campeonato del Mundo Contrarreloj - 1 etapa del Tour de Francia - 1 etapa de la Vuelta a Suiza - 2 etapas de la Vuelta a Murcia - 3 etapas de la Dauphiné Libéré 1995 - 1 etapa de la Dauphiné Libéré - 1 etapa de la Midi Libre - 1 etapa del Tour de l'Oise - 1 etapa de los Cuatro días de Dunkerque 1996 - 3.º en los Juegos Olímpicos Contrarreloj - G. P. de las Naciones - G. P. Eddy Merckx - Critérium Internacional - Dúo Normando (haciendo pareja con Paul Manning) - Chrono des Nations-Les Herbiers-Vendée - 1 etapa de la París-Niza - 1 etapa de los Cuatro días de Dunkerque - 1 etapa de la Dauphiné Libéré - 1 etapa de la Ruta del Sur - G. P. Telekom - 2.º en el Campeonato del Mundo Contrarreloj | 1997 - 1 etapa del Tour de Francia - 1 etapa de la Dauphiné Libéré - 2 etapas del Tour de Romandía - 2 etapas de la Volta a Cataluña - 1 etapa de la Vuelta a la Comunidad Valenciana - 3.º en el Campeonato del Mundo Contrarreloj 1998 - 1 etapa del Tour de Francia - 2 etapas de la Dauphiné Libéré - 2 etapas de la Volta a Cataluña - 2 etapas del Prudential Tour 1999 - Dúo Normando (haciendo pareja con Jens Voigt) - 1 etapa de la París-Niza - 1 etapa del Critérium Internacional - 1 etapa del Prudential Tour - 3.º en el Campeonato del Mundo Contrarreloj |

## Resultados en Grandes Vueltas
| Carrera              | 1993 | 1994 | 1995 | 1996 | 1997 | 1998 | 1999  | 2000 |
| -------------------- | ---- | ---- | ---- | ---- | ---- | ---- | ----- | ---- |
| Giro de Italia       | -    | -    | -    | -    | -    | -    | -     | -    |
| Tour de Francia      | -    | Ab.  | Ab.  | 39.º | Ab.  | Ab.  | 119.º | -    |
| Vuelta a España      | -    | -    | -    | -    | Ab.  | Ab.  | -     | -    |
| Mundial en Ruta      | -    | -    | -    | -    | -    | -    | -     | -    |
| Mundial Contrarreloj | -    | 1º   | -    | 2º   | 3º   | 11º  | 3º    | 4º   |

## Equipos
- Gan/Crédit Agricole
  - Gan (1993-1997)
  - Crédit Agricole (1998-2000)